# Beautiful Monster
Beautiful Monster – piosenka nagrana przez południowokoreańską grupę dziewcząt STAYC na ich trzecim single album We Need Love. Piosenka została wydana jako główny singel 19 lipca 2022 roku przez High Up Entertainment.

## Kompozycja
Piosenka „Beautiful Monster” została skomponowana przez Black Eyed Pilseung, wraz z Flyt za tekst odpowiadali B.E.P i Jeon goon, a aranżacją zajęli się Rado i Flyt. Utwór został opisany jako piosenka z tekstem o „wyłapaniu strachu ukrytego za szczęściem miłości”. Piosenka została skomponowana w tonacji Fis-dur w tempie 82 uderzeń na minutę.

## Historia wydania
30 czerwca 2022 roku High Up Entertainment ogłosiło, że STAYC wyda nowy album w lipcu 2022 roku. Dzień później ogłoszono, że 19 lipca ukaże się trzeci single album zatytułowany We Need Love. 15 lipca STAYC zaprezentowały fragmenty piosenek z We Need Love, na których znalazła się tytułowa piosenka „Beautiful Monster”. 18 lipca pojawił się zwiastun teledysku, a dzień później cały teledysk.

## Nagrody
Programy muzyczne
| Rok  | Data     | Stacja telewizyjna | Program  | Przy.  |
| ---- | -------- | ------------------ | -------- | ------ |
| 2022 | 26 lipca | SBS MTV            | The Show | [ 10 ] |